# Heinz Nußbaumer

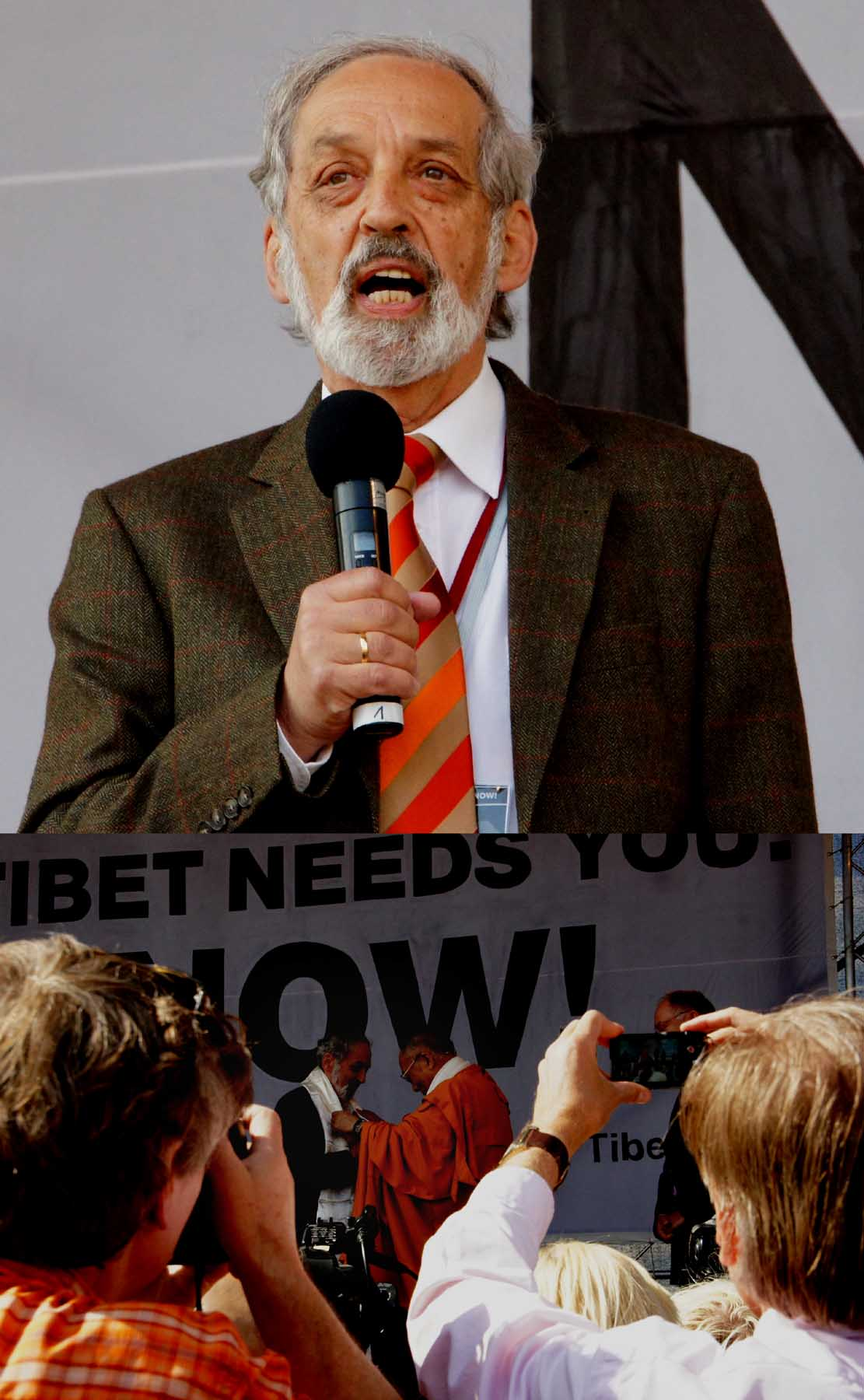
Nußbaumer präsentiert den 14. Dalai Lama (Wien, 2012).

Heinz Nußbaumer (* 16. Juli 1943 in Bad Reichenhall) ist ein österreichischer Journalist, Buchautor und Zeitungsherausgeber.

## Leben
Nußbaumer begann – neben Studien an der Universität Salzburg (Theologie, Rechts- und Staatsphilosophie sowie Kunstgeschichte) – seine journalistische Laufbahn als Pressereferent des späteren Bundeskanzlers Josef Klaus (1962/63) und als Redakteur der Salzburger Volkszeitung (1963–1966). Ab 1966 war er, von Hugo Portisch nach Wien geholt, zunächst Redakteur und von 1971 bis 1990 Außenpolitik-Ressortleiter der Wiener Tageszeitung Kurier. Neben großen Reportagen, Serien und zahllosen Kommentaren führte Nußbaumer viele international zitierte Interviews mit den politisch Verantwortlichen seiner Zeit (Dalai Lama, Ronald Reagan, Michael Gorbatschow, Chou En-lai, Indira Gandhi, Schah Mohamed Reza Pahlewi, Sultan Qabus, Muammar Gaddafi, Yasser Arafat, Anwar al-Sadat, König Hussein und den wichtigsten europäischen Staatsmännern). Politiker – vor allem UNO-Generalsekretär Kurt Waldheim und Bundeskanzler Bruno Kreisky – nützten seine persönliche Nähe zu israelischen, arabischen und US-Staatsmännern wiederholt zur Herstellung vertraulicher Kontakte.
Von 1990 bis 1999 war Heinz Nußbaumer Pressechef der österreichischen Präsidentschaftskanzlei sowie politischer Berater und Sprecher der Bundespräsidenten Kurt Waldheim und Thomas Klestil. In dieser Zeit entwarf er auch alle wichtigen Präsidentenreden und stand vertraulich auch Kirchenführern in staatspolitischen Fragen zur Seite. Aus Gesundheitsgründen zum Rückzug aus der Wiener Hofburg gezwungen, übernahm Nußbaumer von 2001 bis 2008 die Gastgeberrolle in der Fernsehsendung „philosophicum“ und war darüber hinaus Leiter von Religionsdiskussionen („kreuz und quer“) im ORF. Von 2002 bis 2013 war er auch Vorstandsvorsitzender von Europas größtem SOS-Kinderdorf in Hinterbrühl bei Wien.
Seit 2003 ist Heinz Nußbaumer Herausgeber und Kolumnist der angesehenen österreichischen Wochenzeitung Die Furche. Neben intensiver Vortragstätigkeit (vor allem zu religiösen Themen) moderierte Nußbaumer mehrfach internationale Konferenzen in Wien („Islam in a Pluralistic World“, „Dialog der Kulturen und Religionen“, „Österreich zehn Jahre in der EU“, „Wiener Kulturkongress“).

## Mitgliedschaften
- u. a. Österreichische Orientgesellschaft Hammer-Purgstall (Vizepräsident und Vorstand),
- Kardinal-König-Stiftung (Vizepräsident und Kuratorium),
- Initiative Qualität im Journalismus (Gründungsvorstand),
- Presseclub Concordia (Vorstand und Ehrenmitglied[1]),
- Plattform Christen und Muslime (Gründungsvorstand).
- u. a.

## Auszeichnungen
Zahlreiche hohe und höchste Ehrenzeichen der Republik Österreich und mehrerer Bundesländer, vieler europäischer, nahöstlicher und asiatischer Staaten, der internationalen und der österreichischen Kirche – sowie alle großen Medien-Auszeichnungen – darunter:
- 1986: Dr.-Karl-Renner-Publizistikpreis
- 1990: Leopold-Kunschak-Pressepreis
- 1995: Österreichisches Ehrenkreuz für Wissenschaft und Kunst I. Klasse
- 1999: Komturkreuz mit Stern des päpstlichen Silvester-Ordens
- 2000: René-Marcic-Preis
- 2005: Stephanus-Orden in Gold
- 2006: Felix-Ermacora-Menschenrechtspreis
- 2017: Concordia-Preis für sein Lebenswerk
- 2019: Sonderpreis für das Lebenswerk („Der österreichische Journalist“)
- 2019: Ehrenbürgerschaft – und Ehrenring – der Marktgemeinde Hinterbrühl
- 2021: Europäischer Toleranzpreis für Demokratie und Menschenrechte des Österreichischen PEN-Clubs und der Stadt Villach
- 2023: Hans-Ströbitzer-Preis für sein Lebenswerk[2]

## Publikationen
- Nächstes Jahr in Jerusalem. Styria Verlag, Graz 1970.
- Khomeini – Revolutionär in Allahs Namen. Herbig, München 1979.
- Kardinal König – Gedanken für ein erfülltes Leben. Herausgeber mit Annemarie Fenzl, Styria Verlag, Wien 2004.
- Der Mönch in mir. Erfahrungen eines Athos-Pilgers für unser Leben. Styria Verlag, Wien 2006.
- Duell und Duett, Gespräch über Kunst und Kirche, Molden, 2006.
- Wie Buddha nach Europa kam, Edition Thurnhof 2007
- Meine kleine große Welt, Begegnungen – Erfahrungen - Erinnerungen. Styria Verlag, Wien 2011.